# 김득구
김득구(金得九, 1956년 8월 10일 ~ 1982년 11월 18일)는 대한민국의 전 권투 선수이다.

## 생애
1956년 8월 10일 강원도 고성군의 한 어촌 마을에서 어머니 양선녀와 아버지 김호열 사이에서 태어나 1972년 이부형제들과의 갈등으로 16세의 나이에 서울로 상경한 뒤 구두닦이, 투어 가이드 등의 허드렛일을 하면서 살다가 검정고시를 통해 서울동산고등학교에 진학했다.

## 복싱 경력
동아체육관 입문 후 아마추어 선수로 활동하다가 1978년 프로로 전향했고 2년 뒤인 1980년 12월에는 이필구를 상대로 10회 판정승을 거두며 대한민국 챔피언 타이틀을 손에 넣었다.
그리고 1982년 2월 28일 동양 챔피언 김광민과의 OPBF 챔피언전에서 심판 전원일치 판정승을 거두면서 동양 챔피언 탈환에 성공했고 이 경기를 통해 세계 복싱 협회 랭킹 1위에 올랐으며 이후 같은 해에만 4번의 경기를 치르면서 OPBF 3차 방어전까지 따냈다.

## 사망
1982년 11월 13일 (한국 시간 14일) 미국 네바다주 라스베이거스 시저스 팰리스 호텔 특설경기장에서 열린 레이 맨시니와의 WBA 라이트급 챔피언전 경기에서 패배한 후 쓰러져 1982년 11월 18일 향년 26세의 나이로 사망했다. 
당시 경기 14라운드가 시작된지 불과 19초만에 맨시니에게 턱을 강타당한 김득구는 쓰러졌다 일어났고 심판의 패배 선언 후 의식을 잃고 쓰러져 병원으로 옮겨졌지만 4일간의 뇌사상태 끝에 어머니 양선녀씨의 동의를 얻어 산소 마스크를 떼어 내었다.

## 사망 여파
김득구의 사망 이후 김득구의 어머니 양선녀씨는 3개월여 뒤 자살로 생을 마감했고 경기의 심판이었던 리처드 그린도 마찬가지로 이 경기의 죄책감으로 7개월여 뒤에 자살로 생을 마감했다.
심지어는 상대 선수였던 맨시니마저도 자살을 여러 번 시도했을 정도로 엄청난 트라우마와 죄책감에 시달렸고 결국 맨시니는 이 사건을 계기로 권투 선수를 그만두고 영화배우가 되었을 정도로 이 사건은 많은 충격을 낳았다. 
김득구가 쓰러지는 장면이 텔레비전으로 생생히 중계되면서 1960년대 이후로 대한민국 최고의 스포츠로 인정받던 권투가 위험한 스포츠라는 인식이 생기기 시작했다. 
그리고 미국 의회에서 권투의 위험성에 대한 청문회가 열리기도 했고 결국 권투계는 15라운드 경기를 12라운드로 줄였고 매 라운드 사이의 휴식시간을 60초에서 90초로 늘린 뒤 스탠딩 다운제를 도입했으며 게다가 올림픽 권투 종목 역시 1984년 하계 올림픽부터 헤드기어 착용을 의무화했다.

## 개인사
아들 김지완은 아버지 김득구의 사망 이후인 1983년에 태어났기 때문에 유복자로 기록되어 있으며 현재는 치과 의사로 근무 중이다.

## 같이 보기
- 곽경택 감독의 영화 《챔피언》은 비운의 복서 김득구의 이야기를 주제로 하고 있으며 배우 유오성씨가 주연 배우로 출연하였다.
- 최요삼